# Li Šan-čchang
Li Šan-čchang (čínsky pchin-jinem Lǐ Shànzhǎng,, znaky 李善長; 1314–1390) byl čínský politik sloužící Chung-wuovi, zakladateli a prvnímu císaři říše Ming. Roku 1367 byl jmenován vévodou (kung, 公) z Chan. V letech 1368–1371 ve funkci hlavního rádce zleva vedl ústřední sekretariát a tím stál v čele civilní správy mingské Číny.

## Jména
Chu Jen používal zdvořilostní jméno Žuo-s’ čínsky pchin-jinem Ruòsī, znaky 若思) a pseudonym I-an (čínsky pchin-jinem Yíān, znaky zjednodušené 颐庵, tradiční 頤菴).

## Život
Li Šan-čchang se narodil roku 1314, pocházel z okresu Ting-jüan na východě provincie An-chuej. Patřil mezi místní džentry, studoval zejména filozofii legistů. Roku 1354 vstoupil do služeb Ču Jüan-čanga. Učil ho historii, povzbuzoval k následování příkladu Liou Panga, muže prostého původu, který sjednotil Čínu pod svou vládou. Jako schopný a energický administrátor se stal předním činitelem Čuovy civilní správy. Prosazoval politiku umírněnosti, „získání srdcí lidí“ a spolupráce s džentry.
Roku 1367 Ču třem nejbližším spolupracovníkům, Li Šan-čchangovi a generálům Sü Taovi a Čchang Jü-čchunovi udělil titul vévody. Li se stal vévodou z Chan (Chan kuo-kung, 韓國公). Začátkem roku 1368 Ču Jüan-čang vyhlásil říši Ming a sebe jejím císařem. Vzápětí jmenoval Li Šan-čchanga do čela ústředního sekretariátu ve funkci hlavního rádce zleva, čímž Li stanul na vrcholu mingské státní správy. Roku 1371, když Li postřehl nespokojenost císaře s jeho prací, s odvoláním na nemoc rezignoval.
Roku 1390 byl obviněn se spolčení se svým příbuzným a nástupcem Chu Wej-jungem, popraveným před deseti lety, a také popraven i s celou rodinou a širokým okruhem příbuzných.